# Lazsko
Lazsko är en ort i Tjeckien.   Den ligger i regionen Mellersta Böhmen, i den centrala delen av landet, 60 km sydväst om huvudstaden Prag. Lazsko ligger 529 meter över havet och antalet invånare är 154.
Terrängen runt Lazsko är platt åt sydost, men åt nordväst är den kuperad. Runt Lazsko är det ganska glesbefolkat, med 42 invånare per kvadratkilometer. Närmaste större samhälle är Příbram, 7,4 km norr om Lazsko. Trakten runt Lazsko består till största delen av jordbruksmark.